# Hound Dog Taylor
Hound Dog Taylor (ur. 12 kwietnia 1915, zm. 17 grudnia 1975) – amerykański wokalista i gitarzysta bluesowy, znany z grania na gitarze slide.

## Życiorys
Theodore Roosevelt "Hound Dog" Taylor urodził się w Natchez, Missisipi w 1915 roku. Z początku grał na pianinie, przygodę z gitarą zaczął, mając 20 lat. W 1942 przeniósł się do Chicago. Od roku 1957 zarabiał na życie jako muzyk, jednak nie udawało mu się zdobyć sławy poza Chicago. Dopiero w 1970 roku został zauważony wraz ze swoim zespołem, the HouseRockers, przez Bruce'a Iglauera, który nieskutecznie próbował doprowadzić do podpisania kontraktu między Taylorem a Delmark Records. Wtedy Iglauer postanowił założyć własną wytwórnię, pierwszą płytą wydaną przez Alligator Records była Hound Dog Taylor & the HouseRockers z 1971 roku.
Następnymi płytami Taylora dla Alligator Records były Natural Boogie oraz koncertowa Beware of the Dog z 1976 roku, wydana rok po śmierci bluesmena.

## Dyskografia
- Hound Dog Taylor & the HouseRockers, 1971
- Natural Boogie, 1973
- Beware of the Dog, 1976
- Genuine Houserocking Music, 1982